# Parafia św. Jana Ewangelisty w Streamwood
Parafia św. Jana Ewangelisty w Streamwood (ang. St. John Baptist Parish) – parafia rzymskokatolicka położona w Streamwood w stanie Illinois w Stanach Zjednoczonych.
Jest ona wieloetniczną parafią w południowo-zachodniej części hrabstwa Cook, z mszą św. w j. polskim dla polskich imigrantów.
Parafia została poświęcona św. Janowi Ewangeliście.

## Nabożeństwa w j. polskim
- Niedziela – 13:00

## Szkoły
- St. John the Evangelist School[1]